# 李小羿
李小羿（1962年—）是李氏大藥廠的創辦人，現擔任兆科眼科主席、行政總裁及執行董事。

## 生平
- 1992年，畢業於美國伊利諾伊大學芝加哥醫學院，獲藥理學博士學位。
- 1991年至1994年期間，在美國主要制藥公司Warner-Lambert從事博士後研究，專註於心血管藥物的開發工作[2]。
- 1994年，創辦李氏大药厂、兆科药业公司，與擅長財務管理、市場營銷的姐姐李小芳、李燁妮共同執掌上市公司：李氏大藥廠[3]。
- 1998年，研發出藥劑—“立迈青”，並於同年受聘為中國科技大學教授[4]。
- 2003年9月，獲委任為李氏大藥廠控股有限公司執行董事及行政總裁。
- 2015年，獲得「安永企業家獎－中國」生命科學類別的殊榮。
- 2021年4月底，為了投放更多時間處理其他事務，辭任李氏大藥廠行政總裁兼技術總監[5]，轉至兆科眼科擔任主席、行政總裁及執行董事。

## 慈善活動
李小羿在香港科技大學開設研究傳統中藥或藥品開發的獎學金。